# Lago da Pedra (kommun)
Lago da Pedra är en kommun i Brasilien.   Den ligger i delstaten Maranhão, i den nordöstra delen av landet, 1 300 km norr om huvudstaden Brasília. Antalet invånare är 46 108.
Omgivningarna runt Lago da Pedra är huvudsakligen savann. Runt Lago da Pedra är det ganska glesbefolkat, med 27 invånare per kvadratkilometer.